# Albert Kriemler
Albert Kriemler (* 7. Februar 1960 in St. Gallen) ist ein Schweizer Designer und seit 1980 Kreativdirektor des familieneigenen Modelabel Akris. Er ist für seinen architektonischen Ansatz, zeitlosen Entwürfe und klare Linie bekannt und wird als „modernist designer“ bezeichnet.

## Leben
Albert Kriemler wurde am 7. Februar 1960 in St. Gallen geboren, wo er gemeinsam mit seinen Eltern und seiner Großmutter – Alice Kriemler-Schoch, der Gründerin von Akris – in einem mehrstöckigen Familienhaus aufwuchs.
Seit seinem 15. Lebensjahr begleitete er seine Eltern zu Stoffmessen. Auf einer Reise nach Paris im Jahr 1976 besuchte Kriemler seine erste Yves-Saint-Laurent-Show. In den 1970er Jahren erweiterten Kriemlers Eltern, Max und Ute, den Tätigkeitsbereich von Akris und produzierten Prêt-à-porter für Modehäuser wie Ted Lapidus und Givenchy. Hubert de Givenchy wurde ein Freund der Familie und nach dem Abitur plante Kriemler, nach Paris zu ziehen, um bei Givenchy eine Lehre zu absolvieren und an der École de la Chambre Syndicale de la Couture zu studieren. Seine Pläne änderten sich, als der wichtigste Geschäftspartner seines Vaters unerwartet verstarb. 1980, mit 20 Jahren, trat Kriemler auf Wunsch seines Vaters als Kreativdirektor in das Unternehmen ein.

## Karriere
Gemeinsam mit seinem Bruder Peter, der 1987 ins Unternehmen kam und heute Präsident von Akris ist, baute Albert Kriemler die internationale Präsenz der Marke weiter aus.
Bei Akris führte Kriemler die textile Tradition St. Gallens fort, indem er mit lokalen Kunsthandwerkern zusammenarbeitete und die St. Galler Stickerei mit einem architektonisch inspirierten Ansatz modernisierte.
1988 besuchte Dawn Mello, Modedirektorin und Präsidentin von Bergdorf Goodman, den Showroom von Akris – und platzierte die erste Order für das renommierte Kaufhaus an der New Yorker Fifth Avenue. In den 2000er Jahren wurden Kriemlers Entwürfe zu den Bestsellern bei Bergdorf Goodman.
Im Jahr 2004 begann Albert Kriemler, seine Kollektionen auf der Pariser Modewoche zu präsentieren, und bezog zeitgenössische Kunst und architektonische Themen in seine Kollektionen ein. Er arbeitete mit Künstlern wie Thomas Ruff (2014), Carmen Herrera (2017), Rodney Graham (2017), Alexander Girard (2018), Geta Brătescu (2019), Imi Knoebel (2021) und Architekten wie Herzog & de Meuron (2007) und Sou Fujimoto (2016) zusammen.
Kriemler entwarf die Kostüme für das Ballett-Ensemble in John Neumeiers Produktion 2005/06 mit den Wiener Philharmonikern. Fast 20 Jahre lang arbeiteten sie gemeinsam an Ballett Projekten. Er gestaltete die Kostüme für Neumeiers Choreografien wie Epilog (2024), Beethoven Project II (2021), Turangalîla (2016), und Josephs Legende in Hamburg (2008) und Wien (2015) sowie für die Primaballerina Anna Laudere als Anna Karenina in dem gleichnamigen Ballett, das in Koproduktion mit dem Bolschoi-Ballett, Moskau, und dem National Ballet of Canada, Toronto, entstand (2017).
Im Jahr 2020 arbeitete er mit dem niederländischen Fotografen und Filmemacher Anton Corbijn an einem fünfminütigen Modefilm über eine Kollektion, die von den Werken des Künstlers Imi Knoebel inspiriert wurde.
Zum 100-jährigen Jubiläum von Akris kuratierte Kriemler eine Ausstellung im Museum für Gestaltung Zürich mit, in der erstmals Originalkunstwerke und Akris Entwürfe nebeneinander präsentiert wurden.

### Stil
Kriemler beschreibt seine Philosophie wie folgt: „Man sollte zuerst die Frau wahrnehmen, dann ihr Kleid“, und dass Mode „ein Bewusstsein für die individuelle Persönlichkeit“ haben muss. Für ihn lässt sich sein Ansatz am besten mit dem Wort „selbstverständlich“ beschreiben, das ein Gefühl und ein Erscheinungsbild von Souveränität, Mühelosigkeit und Leichtigkeit vermittelt.
Kriemler war einer der ersten Designer, der 1995 mit dem Fotografen Steven Klein und dem damals aufstrebenden Model Stella Tennant für seine erste Akris-Kampagne zusammenarbeitete. 15 Jahre lang kooperierte er mit Steven Klein und engagierte Daphne Guinness für seine erste Handtaschen-Kampagne im Frühjahr 2010.
Zu seinen Kundinnen gehören Frauen wie Jessica Chastain, Lily Collins, Cate Blanchett, Lupita Nyong’o, Katie Holmes, Michelle Obama, Indra Nooyi und Kamala Harris.

### Innovationen
Anfang der 2000er Jahre begann Albert Kriemler in Pionierarbeit neue digitale Fotodrucktechniken zu erkunden. 2008 präsentierte er eine Kollektion, die von dem Künstler und Freund Ian Hamilton Finlay inspiriert war. Bilder von Finlays Garten in Little Sparta, Schottland, motivierten ihn, nach zweijähriger Experimentierphase mit Martin Leuthold, Kreativdirektor des Textilherstellers Jakob Schlaepfer, eine neue Methode für den digitalen Fotodruck auf Pailletten zu entwickeln.
Seither verbindet Albert Kriemler digitale Technologien mit traditioneller Handwerkskunst. 2014 entwickelte er in Zusammenarbeit mit Forster Rohner eine LED-Stickerei, inspiriert von Thomas Ruffs „Sterne“-Serie (1989–1992). Eines dieser LED-Stickerei-Kleider wurde in die ständige Sammlung des Museums für angewandte Kunst (MAK) in Wien, Österreich, aufgenommen.

## Auszeichnungen
Albert Kriemler wurde 2008 mit dem Grand Prix Design des Schweizer Bundesamtes für Kultur und wurde für seine Leistungen als „wichtigster internationaler Mode-Botschafter der Schweiz“ mit dem Schweizer Designpreis ausgezeichnet. 2010 wurde er in New York bei den Fashion Group International Awards mit dem Modedesign-Preis geehrt.
Im Jahr 2016 verlieh ihm das Wallpaper Magazine London den „Design Award 2016 Best Alliance“ für die Zusammenarbeit mit dem Architekten Sou Fujimoto. Im selben Jahr wurde er vom Museum at FIT in New York mit dem Couture Council Award for Artistry of Fashion für sein Engagement im Bereich herausragender Handwerkskunst und seinen modernen Ansatz in der Mode ausgezeichnet.